# Aliki
Aliki is een dorpje in Griekenland, gelegen in de nomos Boeotië, in de Griekse bestuurlijke regio (periferia) Centraal-Griekenland. Het dorp, dat is gelegen aan de Golf van Korinthe, was tussen 1912 en 1998 onderdeel van de gemeenschap Xironomi. In de periode 1999-2010 maakte het deel uit van de gemeente Thisbe en sinds 2011 behoort tot de gemeente Thebe. In 2001 telde het dorp 382 inwoners. 

## Geschiedenis
In het plaatsje Aliki zou het schip de Argo, van de Argonauten zijn gebouwd.

## Afbeeldingen

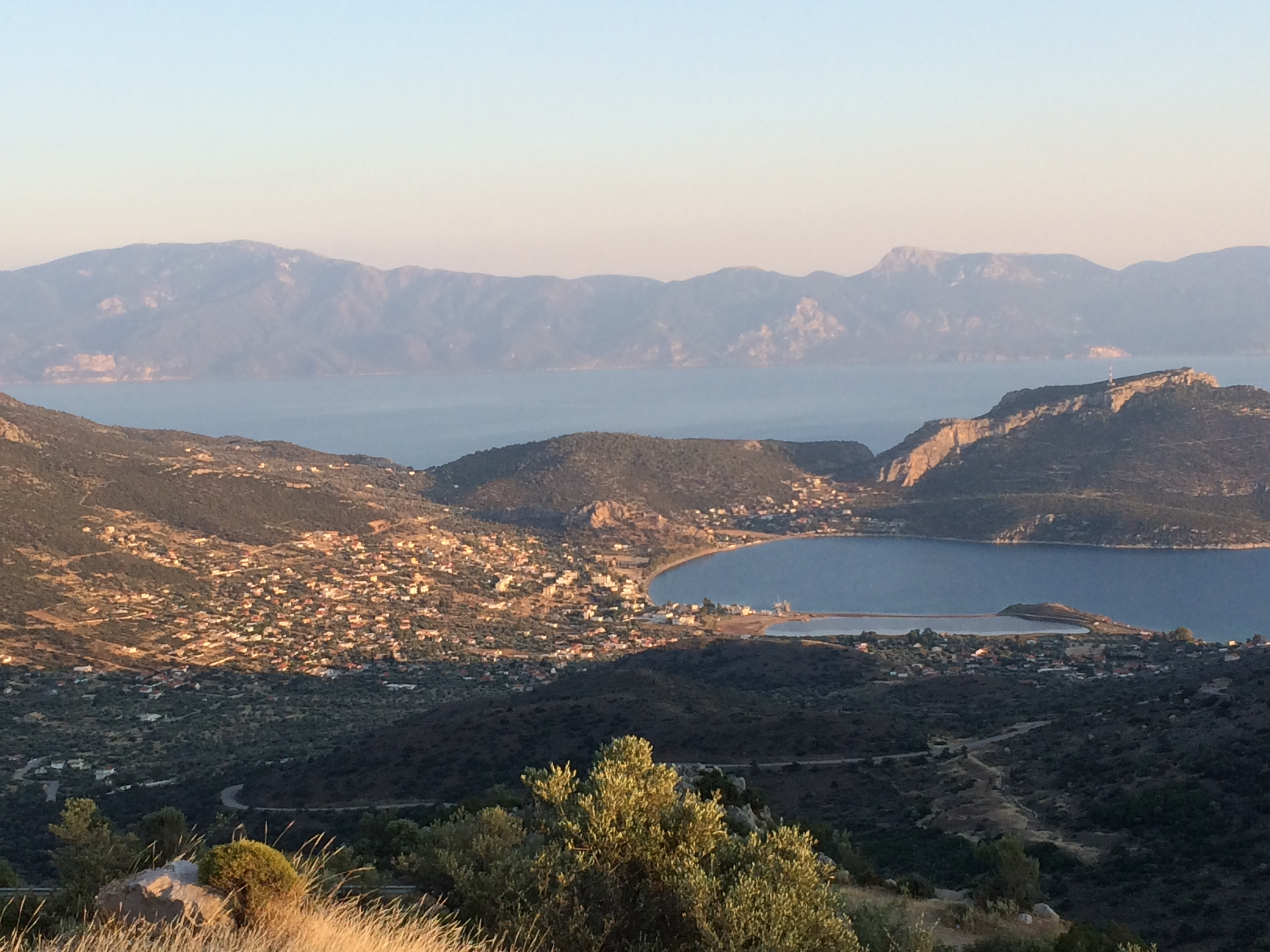
Aliki (Alyki) in Viotia, in Griekenland, juni 2014